# کنددمی
کُنددَمی یا برادی‌پنه (به انگلیسی: bradypnea) به معنی کاهش تعداد تنفس است. در حالت طبیعی انسان بالغ بین ۱۲ تا ۲۰ بار در دقیقه تنفس می‌کند. اگر به هر دلیلی تعداد تنفس کاهش یابد برادی‌پنه داریم.
جدول زیر نشانگر تعریف برادی پنه با توجه به سن بیمار است :
- سن 0-1 سال <30 تنفس در دقیقه
- سن 1-3 سال <25 تنفس در دقیقه
- سن 3-12 سال <20 تنفس در دقیقه
- سن 12 سال و بالاتر <12 تنفس در دقیقه